# 川越守二
川越 守二（かわごえ もりじ、1895年（明治28年）1月25日 - 1976年（昭和51年）12月20日）は、日本の陸軍軍人。最終階級は陸軍中将。

## 経歴
鹿児島県出身。農業・川越半之丞の五男として生まれた。鹿児島第一中学校（現鹿児島県立鶴丸高等学校）を経て、1916年（大正5年）5月、陸軍士官学校（28期）を卒業。同年12月、砲兵少尉に任官し野砲兵第1連隊付となる。1919年（大正8年）11月、陸軍砲工学校高等科（25期）を卒業。1924年（大正13年）11月、陸軍大学校（36期）を卒業した。
1925年（大正14年）8月、野砲兵第1連隊中隊長に就任。1926年（大正15年）3月、参謀本部付勤務となり、関東軍幕僚付、第6師団参謀を務め、1931年（昭和6年）8月、砲兵少佐に進級し野砲兵第6連隊大隊長に就任。1932年（昭和7年）8月、陸軍省人事局付となり、陸軍野戦砲兵学校教官を務め、1936年（昭和11年）8月、砲兵中佐、1938年（昭和13年）7月、砲兵大佐に昇進し野戦砲兵学校教導連隊長に就任した。
1939年（昭和14年）3月、砲兵監部員に転じ、1940年（昭和15年）12月、第48師団参謀長に就任。太平洋戦争に出征し、フィリピンの戦い、蘭印作戦に参戦した。1942年（昭和17年）8月、陸軍少将に進んだ。1943年（昭和18年）5月、東部軍司令部付となり帰国。1944年（昭和19年）6月、第1船舶輸送司令部大阪支部長に就任し、大阪輸送統制部長を兼務し、1945年（昭和20年）4月、陸軍中将に進級した。終戦後の同年9月、中部憲兵隊司令官に発令された。同年11月に復員。
その後、中部復員監部業務部長、近畿上陸地支局長、中部復員連絡局長を歴任した。1947年（昭和22年）11月28日、公職追放仮指定を受けた。

## 栄典
勲章
- 1943年（昭和18年）10月9日  - 勲二等瑞宝章[6]